# Sericornis magnirostra
Sericornis magnirostra là một loài chim trong họ Acanthizidae.